# Borgstena distrikt
Borgstena distrikt är ett distrikt i Borås kommun och Västra Götalands län. 
Distriktet ligger nordost om Borås. 

## Tidigare administrativ tillhörighet
Distriktet inrättades 2016 och utgörs av socknen Borgstena i Borås kommun
Området motsvarar den omfattning Borgstena församling hade vid årsskiftet 1999/2000.